# Carlos Mayo
Carlos Mayo Nieto, né le 18 septembre 1995 à Madrid, est un athlète espagnol, spécialiste du fond.

## Biographie
Après avoir obtenu la médaille de bronze du 5 000 m lors des Championnats d'Europe espoirs 2015, il remporte le titre du 10 000 m en 2017. Entre-temps, le 10 juin 2017, il remporte également la médaille de bronze de la Coupe d'Europe du 10 000 mètres 2017, en ayant porté son record personnel à 28 min 41 s 48 à Minsk.

## Palmarès

### International
| Année | Compétition                                    | Lieu      | Résultat | Épreuve  | Temps          |
| ----- | ---------------------------------------------- | --------- | -------- | -------- | -------------- |
| 2014  | Championnats du monde juniors                  | Eugene    | 14e      | 5 000 m  | 14 min 19 s 22 |
| 2014  | Championnats du monde juniors                  | Eugene    | 10e      | 10 000 m | 29 min 52 s 31 |
| 2014  | Championnats d'Europe juniors de cross-country | Samokov   | 2e       | cross    | 20 min 22 s    |
| 2015  | Championnats d'Europe espoirs U23              | Tallinn   | 3e       | 5 000 m  | 13 min 55 s 19 |
| 2015  | Championnats d'Europe espoirs de cross-country | Hyères    | 2e       | cross    | 23 min 35 s    |
| 2016  | Championnats d'Europe                          | Amsterdam | 14e      | 5 000 m  | 13 min 58 s 22 |
| 2016  | Championnats d'Europe espoirs de cross-country | Chia      | 2e       | cross    | 22 min 53 s    |
| 2017  | Championnats d'Europe en salle                 | Belgrade  | 8e       | 3 000 m  | 8 min 06 s 15  |
| 2017  | Coupe d'Europe du 10 000 m                     | Minsk     | 3e       | 10 000 m | 28 min 48 s 41 |
| 2017  | Champ. d'Europe par éq. — Super Ligue          | Lille     | 3e       | 3 000 m  | 7 min 58 s 97  |
| 2017  | Championnats d'Europe espoirs U23              | Bydgoszcz | 3e       | 5 000 m  | 14 min 15 s 07 |
| 2017  | Championnats d'Europe espoirs U23              | Bydgoszcz | 1er      | 10 000 m | 29 min 28 s 06 |
| 2017  | Championnats d'Europe espoirs de cross-country | Šamorín   | 5e       | cross    | 24 min 46 s 00 |
| 2022  | Championnats ibéro-américains                  | La Nucia  | 1er      | 5 000 m  | 13 min 51 s 12 |

### National
| Année | Compétition                                   | Lieu            | Résultat | Épreuve  | Temps          |
| ----- | --------------------------------------------- | --------------- | -------- | -------- | -------------- |
| 2012  | Championnats d'Espagne U18 (en salle)         | Valence         | 3e       | 03 000 m | 08 min 53 s 79 |
| 2013  | Championnats d'Espagne juniors (en salle)     | Antequera       | 8e       | 01 500 m | 04 min 06 s 41 |
| 2014  | Championnats d'Espagne juniors (en salle)     | Saint-Sébastien | 3e       | 03 000 m | 08 min 31 s 10 |
| 2014  | Championnats d'Espagne juniors                | Castellón       | 1er      | 05 000 m | 14 min 35 s 31 |
| 2015  | Championnats d'Espagne espoirs U23 (en salle) | Antequera       | 1er      | 03 000 m | 08 min 04 s 54 |
| 2015  | Championnats d'Espagne élites                 | Huelva          | 4e       | 10 000 m | 28 min 53 s 95 |
| 2015  | Championnats d'Espagne espoirs U23            | Tarragone       | 1er      | 05 000 m | 14 min 18 s 71 |
| 2015  | Championnats d'Espagne élites                 | Castellón       | 4e       | 01 500 m | 03 min 55 s 49 |
| 2016  | Championnats d'Espagne espoirs U23 (en salle) | Saint-Sébastien | 3e       | 01 500 m | 03 min 49 s 01 |
| 2016  | Championnats d'Espagne espoirs U23            | Tolède          | 1er      | 05 000 m | 13 min 54 s 51 |
| 2016  | Championnats d'Espagne élites                 | Gijón           | 4e       | 05 000 m | 13 min 41 s 19 |
| 2017  | Championnats d'Espagne élites (en salle)      | Salamanque      | 5e       | 03 000 m | 08 min 21 s 87 |
| 2017  | Championnats d'Espagne espoirs U23            | Torrent TBC     | 2e       | 05 000 m | 14 min 11 s 60 |
| 2017  | Championnats d'Espagne élites                 | Barcelone       | 7e       | 05 000 m | 14 min 16 s 83 |

## Records
| Épreuve               | Épreuve   | Temps             | Lieu            | Date             |
| --------------------- | --------- | ----------------- | --------------- | ---------------- |
| 01 500 m              | Plein air | 03 min 41 s 44    | Huelva          | 10 juin 2015     |
| 01 500 m              | En salle  | 03 min 49 s 01    | Saint-Sébastien | 21 février 2016  |
| 02 000 m              | Plein air | 05 min 11 s 90    | Eivissa         | 18 mai 2019      |
| 03 000 m              | Plein air | 07 min 58 s 97    | Lille           | 25 juin 2017     |
| 03 000 m              | En salle  | 07 min 49 s 82    | Valence         | 24 janvier 2020  |
| 05 000 m              | Plein air | 13 min 34 s 95    | Huelva          | 3 juin 2016      |
| 10 000 m              | Plein air | 28 min 48 s 41    | Minsk           | 10 juin 2017     |
| 10 km (route)         | Plein air | 28 min 06 s —     | Barcelone       | 31 décembre 2020 |
| Semi-marathon (route) | Plein air | 1 h 00 min 06 s — | Valence         | 6 décembre 2020  |